# 三浦豊彦
三浦 豊彦（みうら とよひこ、1913年11月24日 - 1997年12月31日)は、日本の労働衛生学者。

## 略歴
台湾生まれ。日本医科大学卒、1948年「産業従業員の履物に関する研究」で医学博士。1940年大原記念労働科学研究所に入り、1971年副所長。温度や騒音などの労働環境を幅ひろく研究、白蝋病の職業病認定に力をそそいだ。1980年大気汚染研究協会賞（斎藤潔賞）受賞。

## 著書
- 『生活の衛生学』労働科学研究所出版部 (労働科学叢書) 1954
- 『足と履物 その衛生』労働科学研究所出版部 (労働科学叢書) 1957
- 『労働科学入門 労働条件と環境についての新しい考え方』講談社(ブルーバックス)1963
- 『労働の歴史 衛生史からみた日本の労働者』1964 (紀伊国屋新書)
- 『変貌する労働環境 有害環境変遷史』労働科学研究所 (労働科学叢書) 1970
- 『大気汚染からみた環境破壊の歴史』労働科学研究所 (労働科学叢書) 1975
- 『暑さ寒さと人間 至適温度へのアプローチ』1977 中公新書
- 『労働と健康の歴史 第1巻 (古代から幕末まで)』労働科学研究所 (労働科学叢書 1978
- 『履物と足の衛生』文化出版局 1978
- 『都市人間のための空気の健康学 鼻・のど・肺をまもる法』かんき出版 1978
- 『中年からの健康読本 健康の未来設計』東研 1978
- 『働き方の科学 職場の労働科学』講談社 (ブルーバックス) 1979
- 『労働と健康の歴史 第2巻 (明治初年から工場法実施まで)』労働科学研究所 (労働科学叢書) 1980
- 『労働と健康の歴史 第3巻 (倉敷労働科学研究所の創立から昭和へ)』労働科学研究所 (労働科学叢書) 1980
- 『労働と健康の歴史 第4巻 (十五年戦争下の労働と健康)』労働科学研究所 (労働科学叢書) 1981
- 『はたらく人の健康学』大修館書店 (健康科学ライブラリー) 1984
- 『労働と健康の戦後史』労働科学研究所 (労働科学叢書) 1984
- 『冬と寒さと健康 気候・気温と健康』労働科学研究所出版部 (労働科学叢書) 1985
- 『夏と暑さと健康 気候・気温と健康』労働科学研究所出版部 (労働科学叢書) 1985
- 『新・生活の衛生学』労働科学研究所出版部 (労働科学叢書) 1987
- 『診断には見逃せない職業病』FMPセンター 1989
- 『労働と健康の歴史 第6巻　労働衛生通史.展望・労働衛生史.医史学と私.僕の昭和史』労働科学研究所出版部 (労働科学叢書) 1990
- 『暉峻義等 労働科学を創った男』リブロポート(シリーズ民間日本学者 1991
- 『労働と健康の歴史 第7巻 (古典的金属中毒と粉塵の健康影響の歴史)』労働科学研究所出版部 (労働科学叢書) 1992
- 『快適環境のフォークロア 自然と人工環境』労働科学研究所出版部 (労働科学叢書) 1993
- 『労働観のクロニクル 働くことは生活だった』労働科学研究所出版部 (労働科学叢書) 1996
- 『日本人はこんなに働いていた 聞き書きのなかの働く人びと』労働科学研究所出版部 (労働科学叢書) 1997

### 共編著
- 『はきものの科学』勝木新次共著 河出書房 1948
- 『労働衛生保護具』編 労働科学研究所 (労働科学叢書) 1955
- 『図解粉塵測定法』木村菊二共著 労働科学研究所 (労働科学叢書) 1957
- 『日本の高温労働 その実態と対策』斉藤一共編 労働科学研究出版部 (労働科学叢書) 1963
- 『労働と温熱条件 日本の高温労働の労働科学的研究』斉藤一共編 勝木新次博士還暦記念出版刊行会 1963
- 『新労働衛生ハンドブック』斉藤一,狩野広之,藤本武,多田治共編集 労働科学研究所 1974
- 『職業病ハンドブック』編集代表 産業労働調査所 1975
- 『工具振動と振動障害対策』編著 労働科学研究所 (労働科学叢書) 1982
- 『労災職業病健康管理』ほか共編 総合労働研究所 1984
- 『衣服と住まいの健康学』吉田敬一・吉澤晋共著 大修館書店 (健康科学ライブラリー) 1984
- 『住みよい住宅熱環境』他共編 労働科学研究所出版部 (労働科学叢書) 1986
- 『現代労働衛生ハンドブック』ほか共編 労働科学研究所出版部 1988

## 論文
- <三浦豊彦